# Sam u kući 6
Sam u kući 6 (eng. Home Alone 6) je božićna komedija koju je režirao Dan Mazer po scenariju Mikea Daya i Streetera Seidella. To je šesti nastavak serijala Sam u kući. Projekt producira 20th Century Studios kao Disney+ originalni film, prvi film 20th Century Studios koji će distribuirati streaming usluga. Objavljen je nakon što je The Walt Disney Company kupila 21st Century Fox i naslijedila filmska prava na franšizu Sam u kući.

## Radnja filma
Max Mercer je 12-godišnji dječak koji je u kazni i ostavljen sam za blagdane kada bračni par dođe ukrasti neprocjenjivo nasljeđe iz njegove kuće. Sada mora raditi na obrani svog doma od njih.

## Uloge
| Glumac/ica           | Lik              |
| -------------------- | ---------------- |
| Archie Yates         | Max Mercer       |
| Ellie Kemper         | Pam              |
| Rob Delaney          | Jeff             |
| Aisling Bea          | Carol            |
| Kenan Thompson       | Gavin            |
| Ally Maki            | Mei              |
| Pete Holmes          | Blake            |
| Devin Ratray         | Buzz McCallister |
| Chris Parnell        | ujak Stu         |
| Timothy Simons       | Hunter           |
| Andy Daly            | Mike             |
| Mikey Day            | svećenik         |
| Katie Beth Hall      | Abby             |
| Max Ivutin           | Chris            |
| Maddie Holliday      | Katie            |
| Jayne Eastwood       | baka             |
| Cara Ricketts        | ujna Beth        |
| Catherine Cohen      | Gđa. Claus       |
| Jordan Carlos        | Clem Breckin     |
| Tristan D. Lalla     | doktor           |
| Larry Day            | Warden           |
| Jimmy Caspeur        | Jimmy Caspeur    |
| Eddie G.             | Snakes           |
| William S. Taylor    | djed Burke       |
| Marty Adams          | čovjek u avionu  |
| Nick Allan           | Djed Božičnjak   |
| Thandeka Moyo        | rođakinja #1     |
| Ziyanda Moyo         | rođakinja #2     |
| Phyllis Gooden       | članica zbora    |
| Peter Andrianopoulos | Winnetka Shopper |
| Claudio S. Capri     | kupac            |